# Jean Taris
Jean Taris, född 6 juli 1909 i Versailles, död 10 januari 1977 i Grasse, var en fransk simmare.
Taris blev olympisk silvermedaljör på 400 meter frisim vid sommarspelen 1932 i Los Angeles.